# NGC 7161
NGC 7161 – gwiazda podwójna znajdująca się w gwiazdozbiorze Pegaza. Zaobserwował ją Heinrich Louis d’Arrest 13 września 1862 roku i skatalogował jako obiekt typu mgławicowego. Identyfikacja obiektu NGC 7161 nie jest pewna – w okolicy znajdują się jeszcze dwie inne gwiazdy podwójne.